# 聖弗朗西斯科河畔卡寧德

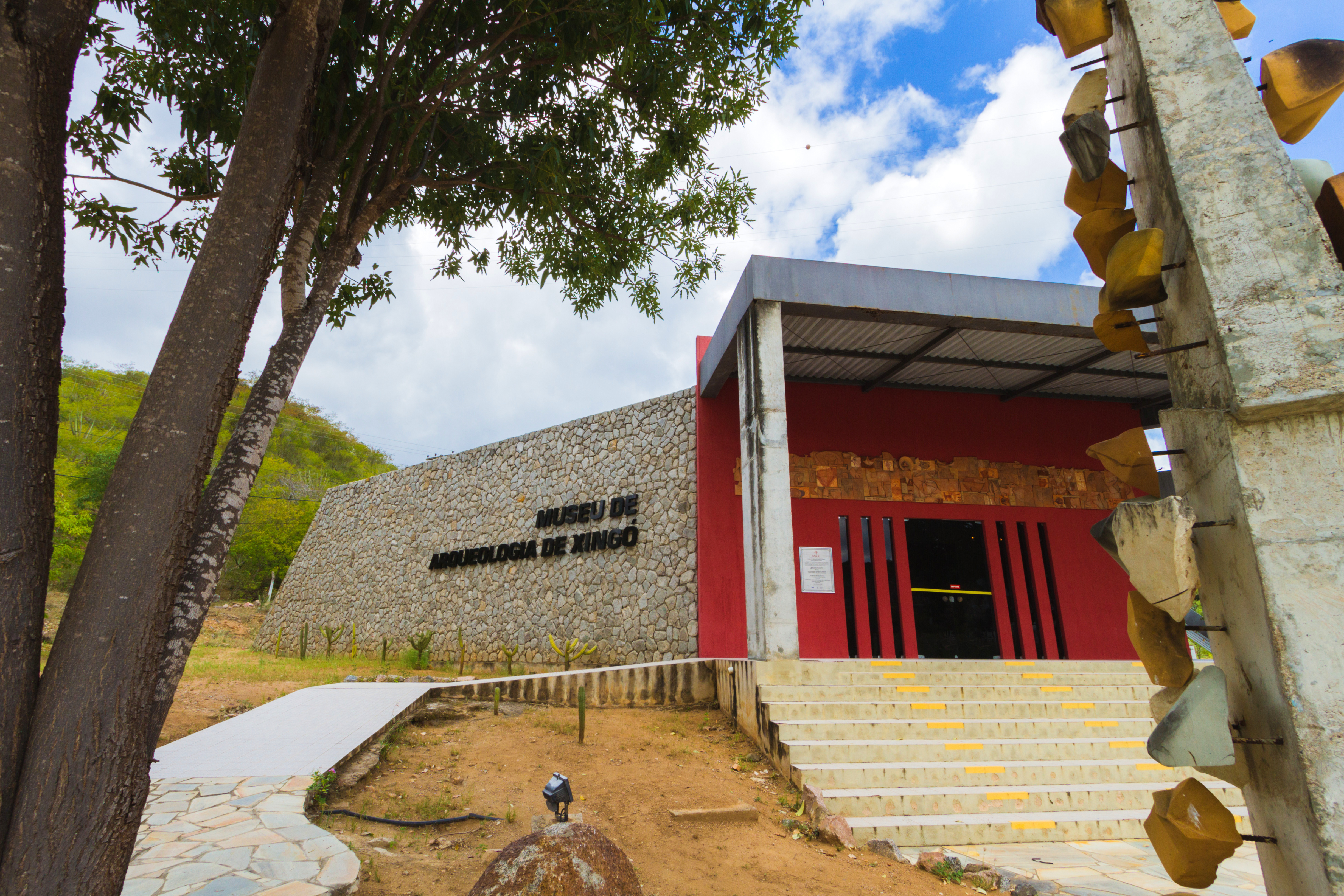
考古博物馆

圣弗朗西斯科河畔卡宁德（葡萄牙語：Canindé de São Francisco），是巴西的城鎮，位於該國東北部，由塞爾希培州負責管轄，始建於1953年11月25日，面積902平方公里，海拔高度68米，2012年人口30,226，人口密度每平方公里33.5人。